# Charles Trussel
Charles Trussel (Londen, 1860 – Bauple, Queensland, Australië, 1946) was een Brits componist en dirigent.
Trussel werd vooral bekend als dirigent van brassbands in Australië. In Latrobe, Tasmanië, was hij van november 1887 tot 1895 dirigent van The Latrobe Band, maar ook van de Nelson Garrison Band. Als componist schreef hij onder andere de St. Kilda March voor brassband.